# Lista das maiores igrejas do mundo
Esta é uma Lista das maiores igrejas do mundo em questão de área interna, aqui referida em metros quadrados (m²). Não são considerados quaisquer outro atributo, como altura ou extensão da nave.
O termo "igreja" é aberto a interpretação e debate. Neste artigo, no entanto, o termo "igreja" refere-se a estrutura cuja finalidade principal seja de servir como templo à qualquer denominação religiosa inserida na Cristandade. A lista inclui catedrais, basílicas, capelas, entre outros tipos de templos cristãos. A lista não inclui templos de outras religiões, como mesquitas e sinagogas; ou os templos dos Santos dos Últimos Dias.
| Área (m²) | Nome                                                                         | Construção        | Cidade             | País            | Denominação religiosa | Referências             |
| --------- | ---------------------------------------------------------------------------- | ----------------- | ------------------ | --------------- | --------------------- | ----------------------- |
| 143 000   | Catedral Basílica Santuário Nacional de Nossa Senhora da Conceição Aparecida | 1955-1980         | Aparecida          | Brasil          | Igreja Católica       | [ 1 ] [ 2 ] [ 3 ] [ 4 ] |
| 23 000    | Basílica de São Pedro                                                        | 1506-1626         | Cidade do Vaticano | Vaticano        | Igreja Católica       | [ 5 ] [ 6 ] [ 7 ] [ 8 ] |
| 17 190    | Santuário Nossa Senhora Mãe de Deus - Theotókos                              | 2008-2012         | São Paulo          | Brasil          | Igreja Católica       | [ 9 ]                   |
| 11 520    | Catedral de Sevilha                                                          | 1401-1528         | Sevilla            | Espanha         | Igreja Católica       | [ 10 ]                  |
| 11 700    | Catedral de Milão                                                            | 1386-1965         | Milão              | Itália          | Igreja Católica       | [ 11 ]                  |
| 11 200    | Catedral de São João, o Divino                                               | 1892-atualidade   | Nova Iorque        | Estados Unidos  | Igreja Anglicana      | [ 12 ]                  |
| 10 090    | Basílica de Nossa Senhora de Licheń                                          | 1994-2004         | Licheń Stary       | Polónia         | Igreja Católica       |                         |
| 9 687     | Catedral de Liverpool                                                        | 1904-1978         | Liverpool          | Reino Unido     | Igreja Anglicana      |                         |
| 8 700     | Basílica da Santíssima Trindade                                              | 2004-2007         | Fátima             | Portugal        | Igreja Católica       |                         |
| 8 318     | Catedral-Basílica de Nossa Senhora do Pilar                                  | 1681-1872         | Zaragoza           | Espanha         | Igreja Católica       |                         |
| 8 300     | Catedral de Florença                                                         | 1296-1436         | Florença           | Itália          | Igreja Católica       |                         |
| 8 260     | Catedral de Ulm                                                              | 1377-1890         | Ulm                | Alemanha        | Igreja Luterana       |                         |
| 8 167     | Basílica de Nossa Senhora de Guadalupe                                       | 1974-1976         | Cidade do México   | México          | Igreja Católica       |                         |
| 8 162     | Igreja de São Sava                                                           | 1935-2003         | Belgrado           | Sérvia          | Igreja Ortodoxa       |                         |
| 8 000     | Basílica do Sagrado Coração                                                  | 1905-1970         | Bruxelas           | Bélgica         | Igreja Católica       |                         |
| 7 989     | Basílica de Nossa Senhora da Paz                                             | 1985-1989         | Yamoussoukro       | Costa do Marfim | Igreja Católica       | [ 13 ] [ 14 ]           |
| 7 920     | Basílica de São Petrônio                                                     | 1390-1658         | Bolonha            | Itália          | Igreja Católica       |                         |
| 7 914     | Catedral de Colônia                                                          | 1248-1880         | Colônia            | Alemanha        | Igreja Católica       |                         |
| 7 875     | Catedral de St. Paul                                                         | 1677-1708         | Londres            | Reino Unido     | Igreja Anglicana      |                         |
| 7 875     | Catedral Nacional de Washington                                              | 1907-1990         | Washington, D.C.   | Estados Unidos  | Igreja Anglicana      | [ 15 ]                  |
| 7 700     | Catedral de Amiens                                                           | 1220-1270         | Amiens             | França          | Igreja Católica       |                         |
| 7 097     | Basílica do Santuário Nacional da Imaculada Conceição                        | 1919-1961         | Washington, D.C.   | Estados Unidos  | Igreja Católica       | [ 16 ]                  |
| 6 825     | Oratório de São José                                                         | 1904-1967         | Montreal           | Canadá          | Igreja Católica       |                         |
| 6 740     | Santuário Santa Paulina                                                      | 2003–2006         | Nova Trento        | Brasil          | Igreja Católica       | [ 17 ] [ 17 ] [ 18 ]    |
| 5 400     | Sagrada Família                                                              | 1882-atualidade   | Barcelona          | Espanha         | Igreja Católica       |                         |
| 5 200     | Santuário de Fátima da Serra Grande                                          | 2005-atualidade   | São Benedito       | Brasil          | Igreja Católica       |                         |
| 4 968     | Santuário da Penha                                                           | 1947 - atualidade | Guimarães          | 🇵🇹 Portugal     | Igreja Católica       |                         |
| 4 320     | Cripta do Sameiro                                                            | 1979-atualidade   | Braga              | 🇵🇹 Portugal     | Igreja Católica       |                         |
| 4 002     | Santuário da Senhora do Alívio                                               | 1798-atualidade   | Vila Verde         | Portugal        | Igreja Católica       |                         |

- Recordes mundiais